# Melekesskij rajon
Il Melekesskij rajon (in russo Мелекесский район?) è un rajon dell'Oblast' di Ul'janovsk, nella Russia europea meridionale; prende il nome da Melekes, antico nome del capoluogo Dimitrovgrad.